# Baccano!
Baccano! (japonsky バッカーノ!, Bakkáno, v italštině „rámus“) je japonská knižní série Rjógo Narity, následovaná stejnojmennou mangou, anime a videohrami. Na sérii volně navazují další díla z tzv. „naritaverse“ – Durarara!!, Vamp!, Etsusa Bridge a Yozakura Quartet. Odehrává se především v USA v prohibičních dvacátých a třicátých letech, avšak děj občas zavítá i do jiných období (současnost, 18. století apod.). Série nás zavádí do prostředí amerických mafií (především do Camorry a Cosa Nostry) a pouličních gangů. Mezi ty je vrženo znovuobjevení elixíru nesmrtelnosti dávným cechem alchymistů, což vede k mnoha nebezpečným, ale mnohdy i zábavným situacím.
Série byla velmi dobře přijata, s důrazem na nelineárně vyprávěný příběh, vyvážený poměr humoru a brutálních scén, velkou spoustu rozličných postav a, v případě anime, i velmi chválenou hudbu. Anime pak bývá považováno za japonskou verzi kultovního Pulp Fiction.[zdroj?]

## Hlavní postavy
Kurzívou jsou uvedeni Nesmrtelní, v závorce jména dabérů postav.

### Daily Days
- Gustav St. Germain (Norio Wakamoto) – viceprezident společnosti
- Carol (Čiwa Saitó) – sekretářka viceprezidenta
- Rachel (Šizuka Itó) – cestující vlaku Flying Pussyfoot

### Rodina Gandor
- Keith Gandor – boss rodiny
- Berga Gandor (Kenta Mijake) – underboss rodiny
- Luck Gandor (Takehito Kojasu) – účetní rodiny
- Claire Stansfield alias Vino (Masakazu Morita) – sériový vrah

### Rodina Genoard
- Dallas Geonard (Acuši Imaruoka)
- Eve Geonard (Marina Inoue)

### Cech alchymistů
- Szilard Quates (Kinrjú Arimoto) – zrádce cechu
- Czeslaw Meyer (Akemi Kanda)
- Ennis (Sanae Kobajaši) – homunkulus

### Gang výtržníků
- Jacuzzi Splot (Daisuke Sakaguči) – vůdce gangu
- Nice Holystone (Jú Kobajaši)

### Lemures
- Huey Laforet (Susumu Čiba) – alchymista
- Chane Laforet (Rjó Hirohaši)

### Rodina Martillo
- Maiza Avaro (Micuru Mijamoto) – vůdce původních alchymistů, účetní rodiny
- Firo Prochainezo (Hirojuki Jošino) – voják rodiny
- Ronny Schiatto (Nobutoši Canna)

### Rodina Russo
- Ladd Russo (Keidži Fudžiwara) – zabiják rodiny
- Lua Klein (Eri Jasui)

### Další
- Isaac Dian (Masaja Onosaka)
- Miria Harvent (Sajaka Aoki)